# Ignatius Ganago
Ignatius Kpene Ganago (Douala, 16 febbraio 1999) è un calciatore camerunese, attaccante del N.E. Revolution, in prestito dal Nantes, e della nazionale camerunese.

## Biografia
Nato a Douala, ha passato l'infanzia in un orfanotrofio, dove ha vissuto fino all'età di 10 anni.
Aveva una figlia Chloe, morta prematuramente il 13 febbraio 2023 all'età di cinque anni, a causa di un malore.

## Caratteristiche tecniche
Centravanti aggressivo e veloce, forte fisicamente e pulito nelle giocate.

## Carriera

### Club

#### Inizi e Nizza
Ha iniziato a giocare a calcio nel proprio paese natio nella prestigiosa Brasseries du Cameroun, da cui lo hanno visionato gli osservatori del Nizza.
Arrivato tra le file dei rossoneri, viene inizialmente aggregato al Nizza 2, la seconda squadra, con cui il 12 agosto 2017 debutta in CFA 2 contro l'Olympique Marsiglia 2 (2-0), trovando subito le prime due reti con la nuova maglia e risultando così subito decisivo. Dieci giorni, il 22 agosto, dopo debutta in prima squadra nella gara di andata del play-off di Champions League contro il Napoli, subentrando a Mario Balotelli al 77'. Il 9 settembre debutta in Ligue 1 nella larga vittoria ottenuta sul Monaco (4-0), trovando il gol 14 minuti dopo essere entrato in campo sempre in sostituzione di Balotelli; mentre il 14 settembre arriva anche l'esordio in Europa League nella vittoriosa trasferta in Belgio contro lo Zulte Waregem (1-5). La prima stagione in Riviera la passa alternandosi tra la prima e la seconda squadra: in prima squadra nel mese di gennaio debutta anche in coppa di Francia, contro il Tolosa, e in Coppa di lega, contro il Monaco, perdendo in entrambe le partite in cui ha debuttato; con la seconda squadra invece gioca più regolarmente e mette a segno otto reti in 12 presenze.
Nella seconda stagione in maglia biancorossa riesce a trovare maggiore spazio in prima squadra, trovando anche la via del gol alla prima presenza stagionale in campionato contro il Caen; tra l'altro proprio la sua rete permette agli aquilotti di evitare la sconfitta. Nell'arco dei sei mesi totalizza 20 presenze in campionato e 22 totali, realizzando un solo gol in più oltre quello all'esordio, stavolta in un pareggio contro il Paris Saint-Germain.
La terza e ultima stagione con la maglia del Nizza è quella più prolifica per lui che durante la stagione mette a segno quattro reti in 29 presenze, tra cui la prima nella coppa nazionale il 18 gennaio 2020 contro il Red Star.

#### Lens
Il 10 luglio 2020 viene acquistato a titolo definitivo dal Lens per 6 milioni di €, diventando contestualmente l'acquisto più oneroso dei giallorosso fino a quel momento. Debutta con i nuovi colori il 23 agosto seguente proprio contro la sua ex squadra del Nizza; mentre la settimana seguente trova la prima rete con in Lens ai danni del Paris Saint-Germain.
L'inizio di stagione con la nuova maglia si rivela ottima a livello realizzativo per lui capace di andare a segno per quattro volte nelle prime cinque giornate contro il già citato PSG, Lorient, Bordeaux e Nîmes; tuttavia ad ottobre durante una gara contro il Saint-Étienne è vittima di un infortunio che lo costringe a stare fuori per un mese.
Torna in campo il successivo 22 novembre contro il Digione (vittoria per 0-1); mentre ritrova la via del gol il 5 dicembre contro il Rennes. In questa parte di stagione non riesce a ripetere ciò di buono che aveva fatto nelle prime giornate e, oltre a ciò, tra fine gennaio e metà aprile 2021 è costretto a saltare numerose partite a causa di infortunio muscolare e della positività al coronavirus. Tornato per la seconda volta in campo il 18 aprile contro il Brest (1-1), nelle ultime cinque giornate di campionato mette a segno due reti contro Nîmes e Paris Saint-Germain, concludendo così la prima stagione con l'RCL totalizzando sette reti in 24 presenze.

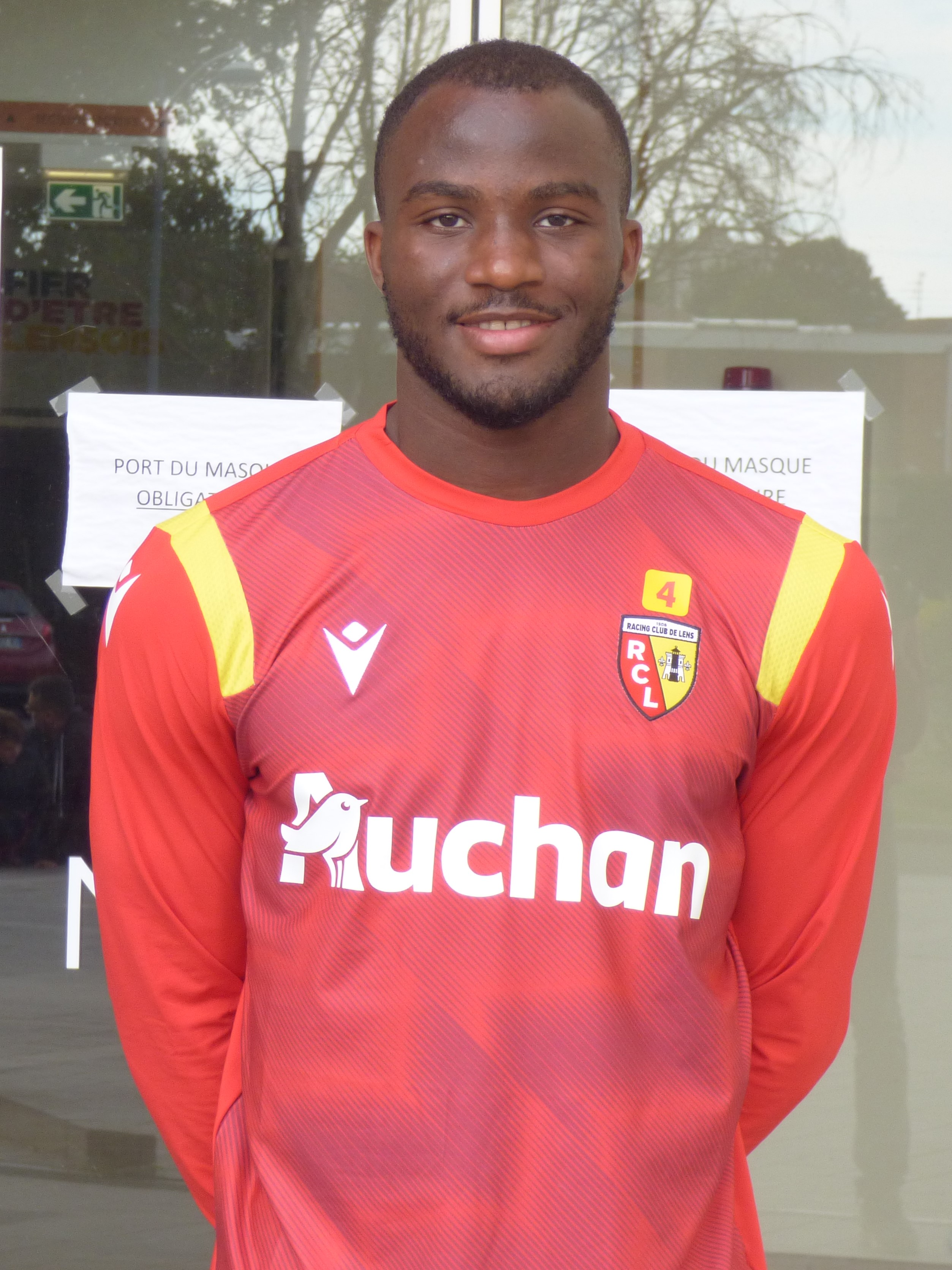
Ganago con la maglia del Lens nel luglio 2020.

La stagione seguente riesce ad ottenere maggior minutaggio in campionato saltando alcune partite soltanto per la coincidenza con la coppa d'Africa svoltasi nel gennaio 2022, nonostante questo però l'annata si rivela inferiore alla precedente a livello realizzativo con Ganago che segna soltanto sei reti in 29 presenze totali, tra cui una all'esordio in coppa di francia contro lo Stade Poteivin.

#### Nantes

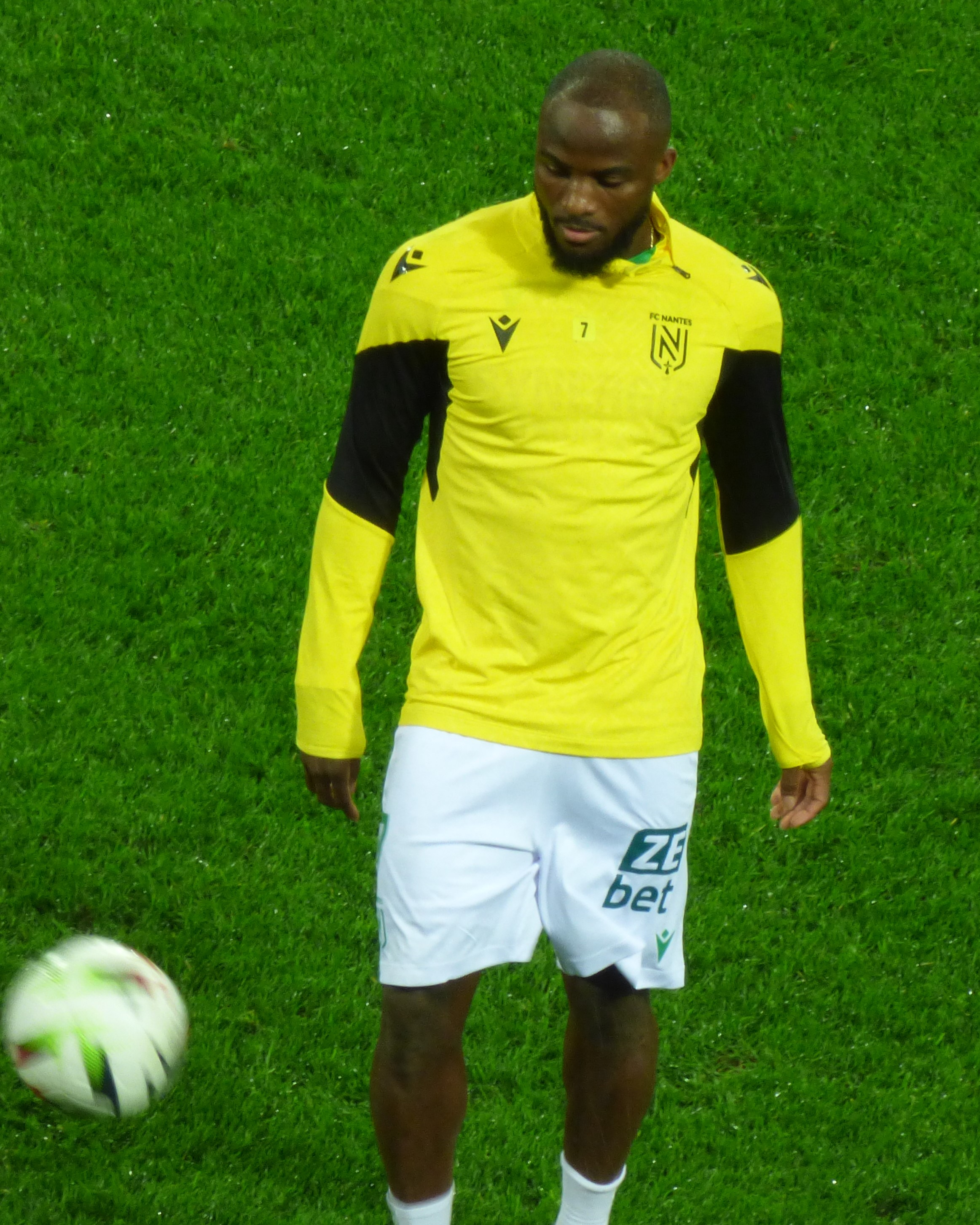
Ganago con la maglia del nel 2023.

Il 1º settembre 2022, nel corso dell'ultimo giorno di calciomercato, viene acquistato a titolo definitivo dal Nantes per 4,4 milioni €, con cui firma un contratto quadriennale scegliendo di indossare la maglia numero 14. Due giorni dopo fa subito il proprio debutto con la maglia dei canarini contro il Paris Saint-Germain (sconfitta per 0-3), subentrando nel corso del secondo tempo. Il successivo 8 settembre debutta anche nelle competizioni confederali con il Nantes, in occasione della gara casalinga di UEFA Europa League vinta per 2-1 sull'Olympiacos e pochi giorni dopo, l'11 settembre, segna la prima rete in maglia gialloverde nella sconfitta per 3-2 sul Lorient. Il 27 ottobre, invece, realizza la prima rete con i canarini in campo europeo nell'incontro contro il Qarabağ vinto per 2-1. Il 21 gennaio 2023 debutta in coppa di Francia nella vittoria esterna ai tiri di rigore contro l'ES Thaon, valida per i sedicesimi di finale, nella quale sbaglia il suo tentativo nella lotteria finale; mentre il 29 aprile successivo gioca, da subentrato, la finale della suddetta competizione persa contro il Tolosa per 1-5.
Conclude la stagione con sei reti in 48 presenze totali tra tutte le competizioni, tra cui una decisiva all'ultima giornata di campionato contro l'Angers che permette ai canarini di mantenere la categoria.
All'inizio della seconda stagione in maglia gialloverde cambia il proprio numero di maglia, scegliendo la numero 7 lasciata dal partente Evann Guessand. Tuttavia, la sua stagione si interrompe anzitempo alla tredicesima giornata a causa della rottura de legamento crociato del ginocchio destro, concludendo con solo sei presenze stagionali.
Tornato dall’infortunio, il 15 settembre 2024 gioca il secondo tempo della gara di campionato persa 1-2 contro lo Stade Reims; mentre pochi giorni dopo con la maglia del Nantes 2 contribuisce con una rete al 6-0 inflitto al Chataigneraie.

#### Il trasferimento negli Stati Uniti
Il 10 gennaio 2025 viene ingaggiato in prestito per sei mesi dal N.E. Revolution, con opzione per ulteriori sei mesi.
Il 23 febbraio successivo debutta con i Revolution in MLS, giocando tutti e 90 i minuti della gara pareggiata per 0-0 contro il Nashville.

### Nazionale
Nel 2019 ha ricevuto la prima convocazione in nazionale maggiore, debuttando in un amichevole contro la Tunisia. Tre anni dopo, nel 2022, è stato convocato dal commissario tecnico Toni Conceição per la Coppa d'Africa, giocando in due delle sette partite giocate dalla nazionale camerunese nella competizione, tra cui la finale per il terzo posto vinta ai calci di rigore contro il Burkina Faso.

## Statistiche

### Presenze e reti nei club
Statistiche aggiornate al 23 giugno 2025.
| Stagione        | Squadra         | Campionato      | Campionato | Campionato | Coppe nazionali | Coppe nazionali | Coppe nazionali | Coppe continentali | Coppe continentali | Coppe continentali | Altre coppe | Altre coppe | Altre coppe | Totale | Totale | Totale |
| Stagione        | Squadra         | Comp            | Pres       | Reti       | Comp            | Pres            | Reti            | Comp               | Pres               | Reti               | Comp        | Pres        | Reti        | Pres   | Reti   |        |
| --------------- | --------------- | --------------- | ---------- | ---------- | --------------- | --------------- | --------------- | ------------------ | ------------------ | ------------------ | ----------- | ----------- | ----------- | ------ | ------ | ------ |
| 2017-2018       | Nizza 2         | N3              | 12         | 8          | CF              | 0               | 0               |                    | -                  | -                  | -           | -           | -           | 12     | 8      |        |
| 2018-2019       | Nizza 2         | N3              | 1          | 1          | CF              | 0               | 0               |                    | -                  | -                  | -           | -           | -           | 1      | 1      |        |
| Totale Nizza 2  | Totale Nizza 2  | Totale Nizza 2  | 13         | 9          |                 | 0               | 0               |                    | 0                  | 0                  |             | 0           | 0           | 13     | 9      |        |
| 2017-2018       | Nizza           | L1              | 6          | 1          | CF+CdL          | 1+1             | 0               | UCL+UEL            | 1+2                | 0                  | -           | -           | -           | 11     | 1      |        |
| 2018-2019       | Nizza           | L1              | 20         | 2          | CF+CdL          | 1+1             | 0               | -                  | -                  | -                  | -           | -           | -           | 22     | 2      |        |
| 2019-2020       | Nizza           | L1              | 26         | 3          | CF+CdL          | 2+1             | 1+0             | -                  | -                  | -                  | -           | -           | -           | 29     | 4      |        |
| Totale Nizza    | Totale Nizza    | Totale Nizza    | 52         | 6          |                 | 7               | 1               |                    | 3                  | 0                  |             | 0           | 0           | 62     | 7      |        |
| 2020-2021       | Lens            | L1              | 24         | 7          | CF              | 0               | 0               | -                  | -                  | -                  | -           | -           | -           | 24     | 7      |        |
| 2021-2022       | Lens            | L1              | 28         | 5          | CF              | 1               | 1               | -                  | -                  | -                  | -           | -           | -           | 29     | 6      |        |
| ago. 2022       | Lens            | L1              | 4          | 0          | CF              | 0               | 0               | -                  | -                  | -                  | -           | -           | -           | 4      | 0      |        |
| Totale Lens     | Totale Lens     | Totale Lens     | 56         | 12         |                 | 1               | 1               |                    | -                  | -                  |             | -           | -           | 57     | 13     |        |
| sett. 2022-2023 | Nantes          | L1              | 28         | 5          | CF              | 5               | 0               | UEL                | 6                  | 1                  | SF          | 0           | 0           | 39     | 6      |        |
| 2023-2024       | Nantes          | L1              | 6          | 0          | CF              | 0               | 0               | -                  | -                  | -                  | -           | -           | -           | 6      | 0      |        |
| 2024-2025       | Nantes 2        | N3              | 2          | 0          | -               | -               | -               | -                  | -                  | -                  | -           | -           | -           | 2      | 0      |        |
| 2024-gen. 2025  | Nantes          | L1              | 11         | 0          | CF              | 1               | 0               | -                  | -                  | -                  |             | -           | -           | 12     | 0      |        |
| Totale Nantes   | Totale Nantes   | Totale Nantes   | 45         | 5          |                 | 6               | 0               |                    | 6                  | 1                  |             | 0           | 0           | 57     | 6      |        |
| gen.-giu. 2025  | N.E. Revolution | MLS             | 15         | 1          | USOC            | -               | -               | -                  | -                  | -                  | LC          | -           | -           | 15     | 1      |        |
| Totale carriera | Totale carriera | Totale carriera | 183        | 33         |                 | 14              | 2               |                    | 9                  | 1                  |             | -           | -           | 206    | 36     |        |

### Cronologia presenze e reti in nazionale
| Cronologia completa delle presenze e delle reti in nazionale ― Camerun | Cronologia completa delle presenze e delle reti in nazionale ― Camerun | Cronologia completa delle presenze e delle reti in nazionale ― Camerun | Cronologia completa delle presenze e delle reti in nazionale ― Camerun | Cronologia completa delle presenze e delle reti in nazionale ― Camerun | Cronologia completa delle presenze e delle reti in nazionale ― Camerun | Cronologia completa delle presenze e delle reti in nazionale ― Camerun | Cronologia completa delle presenze e delle reti in nazionale ― Camerun |
| Data                                                                   | Città                                                                  | In casa                                                                | Risultato                                                              | Ospiti                                                                 | Competizione                                                           | Reti                                                                   | Note                                                                   |
| ---------------------------------------------------------------------- | ---------------------------------------------------------------------- | ---------------------------------------------------------------------- | ---------------------------------------------------------------------- | ---------------------------------------------------------------------- | ---------------------------------------------------------------------- | ---------------------------------------------------------------------- | ---------------------------------------------------------------------- |
| 12-10-2019                                                             | Radès                                                                  | Tunisia                                                                | 0 – 0                                                                  | Camerun                                                                | Amichevole                                                             | -                                                                      | 46’                                                                    |
| 13-11-2019                                                             | Yaoundé                                                                | Camerun                                                                | 0 – 0                                                                  | Capo Verde                                                             | Qual. Coppa d'Africa 2021                                              | -                                                                      | 71’                                                                    |
| 17-11-2019                                                             | Kigali                                                                 | Ruanda                                                                 | 0 – 1                                                                  | Camerun                                                                | Qual. Coppa d'Africa 2021                                              | -                                                                      | 63’                                                                    |
| 4-6-2021                                                               | Wiener Neustadt                                                        | Nigeria                                                                | 0 – 1                                                                  | Camerun                                                                | Amichevole                                                             | -                                                                      | 83’                                                                    |
| 8-6-2021                                                               | Wiener Neustadt                                                        | Camerun                                                                | 0 – 0                                                                  | Nigeria                                                                | Amichevole                                                             | -                                                                      | 60’                                                                    |
| 3-9-2021                                                               | Yaoundé                                                                | Camerun                                                                | 2 – 0                                                                  | Malawi                                                                 | Qual. Mondiali 2022                                                    | -                                                                      | 64’                                                                    |
| 13-11-2021                                                             | Soweto                                                                 | Malawi                                                                 | 0 – 4                                                                  | Camerun                                                                | Qual. Mondiali 2022                                                    | -                                                                      | 68’                                                                    |
| 13-1-2022                                                              | Yaoundé                                                                | Camerun                                                                | 4 – 1                                                                  | Etiopia                                                                | Coppa d'Africa 2021 - 1º turno                                         | -                                                                      | 70’                                                                    |
| 5-2-2022                                                               | Yaoundé                                                                | Burkina Faso                                                           | 3 – 3 dts (3 – 5 dtr)                                                  | Camerun                                                                | Coppa d'Africa 2021 - Finale 3º posto                                  | -                                                                      | 46’                                                                    |
| 29-3-2022                                                              | Blida                                                                  | Algeria                                                                | 1 – 2 dts                                                              | Camerun                                                                | Qual. Mondiali 2022                                                    | -                                                                      | 111’                                                                   |
| 9-6-2022                                                               | Dar es Salaam                                                          | Burundi                                                                | 0 – 1                                                                  | Camerun                                                                | Qual. Coppa d'Africa 2023                                              | -                                                                      | 77’                                                                    |
| 24-3-2023                                                              | Yaoundé                                                                | Camerun                                                                | 1 – 1                                                                  | Namibia                                                                | Qual. Coppa d'Africa 2023                                              | -                                                                      |                                                                        |
| 28-3-2023                                                              | Soweto                                                                 | Namibia                                                                | 2 – 1                                                                  | Camerun                                                                | Qual. Coppa d'Africa 2023                                              | -                                                                      |                                                                        |
| 10-6-2023                                                              | San Diego                                                              | Messico                                                                | 2 – 2                                                                  | Camerun                                                                | Amichevole                                                             | -                                                                      | 72’                                                                    |
| 19-3-2025                                                              | Nelspruit                                                              | eSwatini                                                               | 0 – 0                                                                  | Camerun                                                                | Qual. Mondiali 2026                                                    | -                                                                      | 83’                                                                    |
| Totale                                                                 |                                                                        | Presenze                                                               | 15                                                                     |                                                                        | Reti                                                                   | 0                                                                      |                                                                        |